# Петрайтис, Владислав Казимирович
Владислав Казимирович Петрайтис — советский хозяйственный и политический деятель.

## Биография
Родился в 1897 году в Укмерге. Член КПСС с 1921 года.
Окончил Коммунистический университет национальных меньшинств Запада.
Участник гражданской и советско-польской войн.
В 1924—1940 гг. — советский и партийный работник в Белорусской ССР.
В 1940—1941 гг. — первый секретарь Каунасского укома КП(б) Литвы.
Участник Великой Отечественной войны: секретарь партийной комиссии 16-й Литовской стрелковой дивизии
В 1945—1947 гг. — первый секретарь Паневежского укома КП(б) Литвы.
В 1947—1953 гг. — председатель партийной комиссии при ЦК КП Литвы.
Избирался депутатом Верховного Совета Литовской ССР 2-3-го созывов.
Умер в 1962 году в Вильнюсе.

## Награды
- Орден Ленина (20.07.1950)
- Орден Отечественной войны I степени (08.04.1947)
- Орден Отечественной войны II степени (1944)
- Медаль «За боевые заслуги» (1943, 03.11.1944)